# Якунята (Кировская область)
 Якунята  — деревня в Афанасьевском районе Кировской области в составе Гординского сельского поселения.

## География
Расположена на расстоянии примерно 14 км на юг-юго-запад по прямой от центра поселения села  Гордино на правобережье реки Кама рядом с границей Удмуртии.

## История
Известна с 1891 года, в 1905 здесь (починок Якунинский) дворов 14 и жителей 101, в 1926 (деревня Якунинская) 13 и 78, в 1950 (Якунята)  18 и 65, в 1989 6 жителей. Современное название утвердилось с 1939 года.  

## Население
Постоянное население составляло 4 человека (русские 100%) в 2002 году, 1 в 2010.